# Nematanthus tessmannii
Nematanthus tessmannii là một loài thực vật có hoa trong họ Tai voi. Loài này được (Hoehne) Chautems mô tả khoa học đầu tiên năm 1984.